# Меркур осигурање
Меркур осигурање Србија, заједно са својим оснивачем Merkur Versicherung AG из Граца, преко два века осигурава човека и нуди осигуравајућу заштиту за вредности које човеку највише значе, живот и здравље.

## Историја Концерна
17. јуна 1798. године на иницијативу четири трговца из Граца у Аустрији у тада већ познатој и добро посећеној кафани "Графл" окупило се више од половине трговаца из тог града. Повод окупљања било је оснивање "Института за подршку болесних, сиромашних, незапослених и трговаца града Граца који због старости више нису способни за рад". Овај институт био је претеча данашњег Меркур осигурања.
Merkur International, као део концерна, почео је са радом 1992. године формирањем ћерке компаније у Словенији. Ширењем посла и развојем у Словенији створени су услови да се у 1996. години оснује ћерка компанија у Хрватској, 2003. године у Босни и Херцеговини, 2007. у Србији и 2008. у Црној Гори.